# U-1227
U-1227 je bila nemška vojaška podmornica Kriegsmarine, ki je bila dejavna med drugo svetovno vojno.

## Zgodovina
9. aprila 1945 je bila podmornica med britanskim nočnim zračnim napadom na Kiel tako poškodovana, da so jo že naslednji dan izvzeli iz aktivne sestave in jo 3. maja 1945 namerno potopili. Po vojni so razbitino dvignili in razrezali.

## Poveljniki
| Poveljniki |                                    |                    |                                   |  |
| Št.        | Čin                                | Ime                | Poveljstvo                        |  |
| 1.         | Nadporočnik (Oberleutnant zur See) | Friedrich Altmeier | 8. december 1943 - 10. april 1945 |  |

## Tehnični podatki
| Kategorije                                    | Podatki                       |
| --------------------------------------------- | ----------------------------- |
| Teža (t): na površju pod površjem polna Teža  | 1.120 1.232 1.545             |
| Dolžina (m) - tlačni trup (m)                 | 76,76 - 58,75                 |
| Širina (m) - tlačni trup (m)                  | 6,86 - 4,44                   |
| Izpodriv (m)                                  | 4,67                          |
| Višina (m)                                    | 9,6                           |
| Moč (hp): na površju pod podvršjem            | 4.400 1.000                   |
| Hitrost (vozlov): na površju pod podvršjem    | 19 7,3                        |
| Doseg (milja/vozel): na površju pod podvršjem | 13.850/10 63/4                |
| Torpeda/Torpedne cevi                         | 22/6 (4 na premcu, 2 na krmi) |
| Krovni top (mm)                               | 105 (110 granat)              |
| Mine                                          | 44 TMA                        |
| Posadka                                       | 48-56                         |
| Maksimalni potop (m)                          | 230                           |